# Паредес Ромеро, Рикардо
Рика́рдо Паре́дес Роме́ро (исп. Ricardo Paredes Romero; 1898—1979) — эквадорский доктор, писатель, естествоиспытатель, социолог, политический и общественный деятель левого толка.

## Биография
По профессии врач, профессор биологии. Автор работ по социальным вопросам, а также проблемам медицины и искусства.
Один из учредителей Социалистической партии Эквадора в 1926 году, преобразованной в Коммунистическую партию Эквадора в 1931 году. В 1926—1928 и 1933—1952 годах генеральный секретарь партии.
В 1928 году представлял эквадорских социалистов в Москве как делегат VI Конгресса Коминтерна и VI Конгресса Профинтерна; представил перед Коминтерном свой доклад о зависимых странах. 
Был кандидатом от коммунистов на пост президента Республики Эквадор в 1933 году, набрал 1,2 % голосов. 
Основатель (1944) и почётный председатель Федерации индейцев Эквадора.
В 1944—1945 годах депутат Учредительного собрания (Конституционной ассамблеи). В 1947 году в качестве сенатора республики страстно боролся за возвращение Галапагосских островов, которые правительство президента Хосе Мария Веласко Ибарра намеревалось передать США. Неоднократно подвергался арестам и тюремному заключению.

## Сочинения
- El imperialismo en el Ecuador: Oro у sangre en Portovelo, Quito, 1938.